# Zugabe
Eine Zugabe bezeichnet im Konzertbetrieb ein zusätzliches, nicht im Programmheft angeführtes Musikstück. Oft handelt es sich um zuvor geplante Zugaben. 
Vor allem in der Popmusik, aber auch im Bereich der „klassischen“ Musik werden die herausragenden, vom Publikum besonders erwarteten Hits der jeweiligen Vortragenden oft in die Zugaben verlegt. Ein Beispiel dafür sind der Donauwalzer und der Radetzkymarsch, die nie im offiziellen Programm des Neujahrskonzertes der Wiener Philharmoniker stehen, sondern jedes Jahr aufs Neue (scheinbar) vom Publikum „erklatscht“ werden müssen. Bei den Konzerten der Berliner Philharmoniker in der Waldbühne ist dies der 1904 komponierte Marsch Berliner Luft.
Ein historisch verbürgtes Beispiel für Zugaben sind die ersten Aufführungen der Oper Die Hochzeit des Figaro von Wolfgang Amadeus Mozart, deren Publikum die Wiederholung großer Teile der Oper verlangte. Kaiser Joseph II. griff persönlich ein und reglementierte die ausufernden Zugaben.
Guinness World Records listet die Band The Cure für die höchste Zahl von Zugaben auf, die je bei einem Konzert gespielt wurden. Bei mehreren Konzerten 2004/2005 kehrte die Band jeweils fünf Mal auf die Bühne zurück.